# Danny Albrecht
Danny Albrecht (* 17. Januar 1985 in Bad Muskau, DDR) ist ein ehemaliger deutscher Eishockeyspieler und jetziger Eishockeytrainer, der in der aktuellen Saison 2022/23 bei den Moskitos Essen unter Vertrag steht.

## Spielerkarriere
Der in Bad Muskau nahe Weißwasser geborene Stürmer stand erstmals in der Saison 2001/02 im Profikader der Lausitzer Füchse in der 2. Bundesliga. Nach zwei Spielzeiten in der Oberliga beim ERC Haßfurt und beim ERV Schweinfurt, in denen er jeweils die Playoffs erreichte, unterschrieb er im Sommer 2004 einen Vertrag bei den Hannover Scorpions. In der Deutschen Eishockey Liga kam er allerdings nicht zum Einsatz, stattdessen spielte er beim Kooperationspartner REV Bremerhaven in der 2. Bundesliga, wo er in der Saison 2005/06 das Playoff-Finale erreichte.
Im Jahr 2005 nahm Albrecht an der U-20 Weltmeisterschaft teil.
Zur Saison 2006/07 zog es ihn von Bremerhaven zum Ligarivalen Eisbären Regensburg. Jedoch verließ er Regensburg nach nur 18 Spielen und wechselte zu den Moskitos Essen, wo er in den beiden darauffolgenden Spielzeiten aufs Eis ging. Nach der Insolvenz der Moskitos wechselte Albrecht 2008 zu den Schwenninger Wild Wings. Zur Saison 2009/10 kehrte er zu den Lausitzer Füchsen zurück, mit denen er das Playoff-Viertelfinale erreichte.
Auch in den Folgejahren erreichte er mit den Lausitzer Füchsen mehrfach die Play-offs. In der Saison 2015/16 wurde er von den Füchsen Duisburg engagiert, wechselte jedoch aufgrund interner Differenzen noch während der Saison zum Hallenser Club Saale Bulls.
Neben dem Eishockey spielt Albrecht seit 2008 außerdem Inline-Skaterhockey beim SHC Essen in der 1. Bundesliga Nord, mit denen er 2011 Skaterhockey-Europacup Sieger wurde. Er wurde zudem bei diesem Turnier ins All Star Team gewählt.

## Karrierestatistik
(Legende zur Spielerstatistik: Sp oder GP = absolvierte Spiele; T oder G = erzielte Tore; V oder A = erzielte Assists; Pkt oder Pts = erzielte Scorerpunkte; SM oder PIM = erhaltene Strafminuten; +/− = Plus/Minus-Bilanz; PP = erzielte Überzahltore; SH = erzielte Unterzahltore; GW = erzielte Siegtore; 1 Play-downs/Relegation; Kursiv: Statistik nicht vollständig)